# Göklan
Els göklan són una tribu turcmana de l'Iran, a la regió entorn de Bojnurd amb part dels membres a Turkmenistan i a la República Autònoma de Karakalpakistan. Foren generalment sedentaris, treballant al cotó i el comerç de la seda. A la meitat del segle xx eren uns 60.000 només a l'Iran, uns 50.000 a Karakalpakistan i uns 20.000 a Turkmenistan. La tribu estava dividida en clans, però avui dia aquestes distincions han desaparegut. Al segle xix foren considerats una tribu pro russa, actitud motivada per la seva enemistat amb els teke i els yomud.